# (11176) Batth
(11176) Batth est un astéroïde de la ceinture principale.

## Description
(11176) Batth est un astéroïde de la ceinture principale. Il fut découvert le 20 mars 1998 à Socorro (Nouveau-Mexique) par le projet LINEAR. Il présente une orbite caractérisée par un demi-grand axe de 3,01 UA, une excentricité de 0,08 et une inclinaison de 0,8° par rapport à l'écliptique.

## Compléments